# Pinglin
Pinglin (chinesisch 坪林區, Pinyin Pínglín Qū, Pe̍h-ōe-jī Phiâⁿ-lîm) ist ein Bezirk der Stadt Neu-Taipeh im Norden Taiwans, Republik China.

## Lage und Bedeutung
Pinglin liegt am südöstlichen Rand der Stadt Neu-Taipeh und ist der flächenmäßig drittgrößte Bezirk der Stadt. Seine Nachbarbezirke sind Shiding im Westen, Pingxi im Norden und Shuangxi im Osten; im Süden grenzt Pinglin an den Bezirk Wulai und den Landkreis Yilan. Der Bezirk wird vom Fluss Beishi durchflossen. Die Landschaft von Pinglin ist vorwiegend hügelig und wird zum Teeanbau genutzt.
Die Bevölkerungsdichte Pinglins ist die zweitgeringste der Stadt Neu-Taipeh. Die meisten Einwohner Pinglins sind im Teeanbau beschäftigt. Ein bedeutendes Produkt ist der Pouchong-Tee. Im Jahr 1997 wurde das Pinglin-Teemuseum eröffnet.

## Weblinks

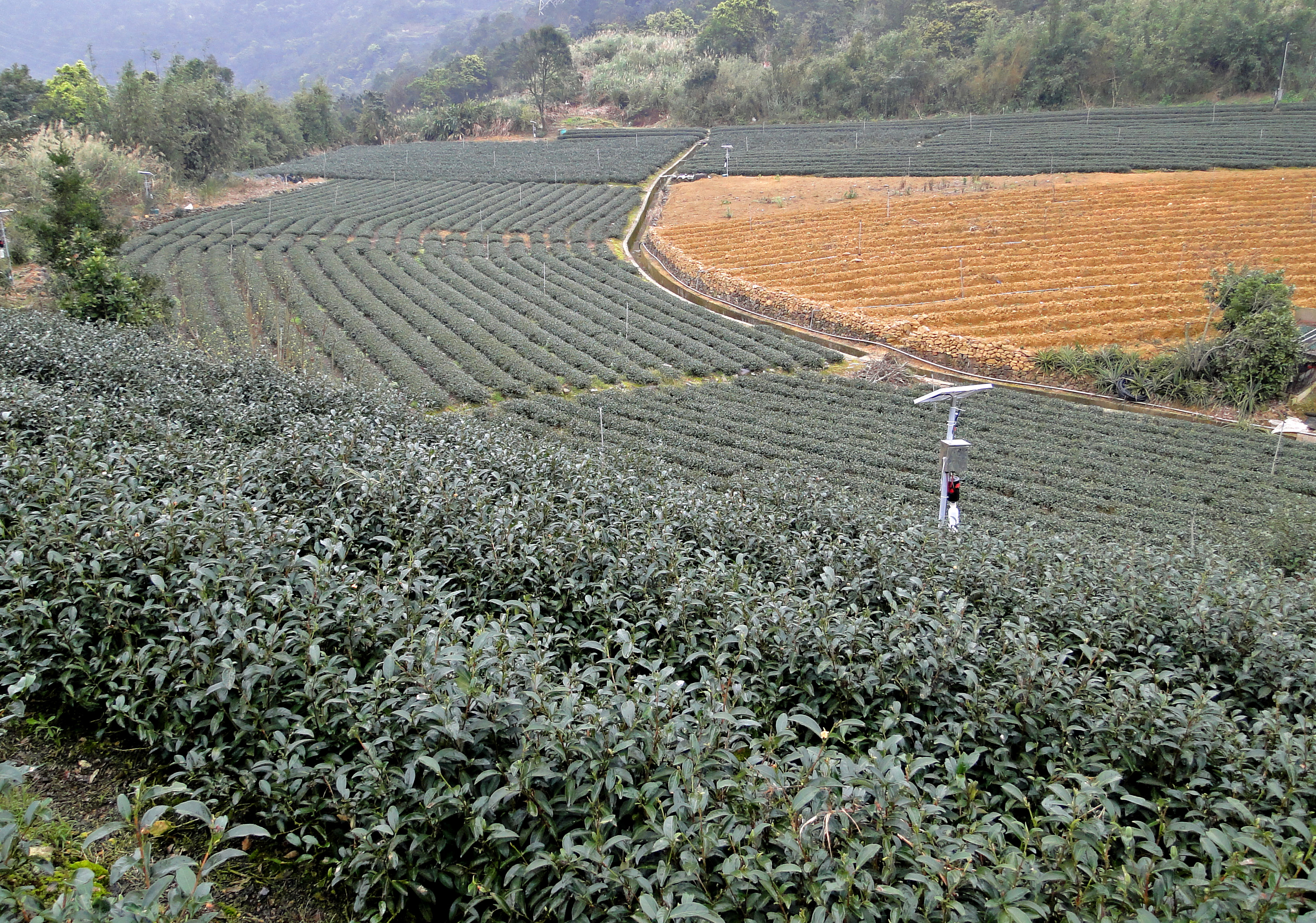
Teeanpflanzung in Pinglin
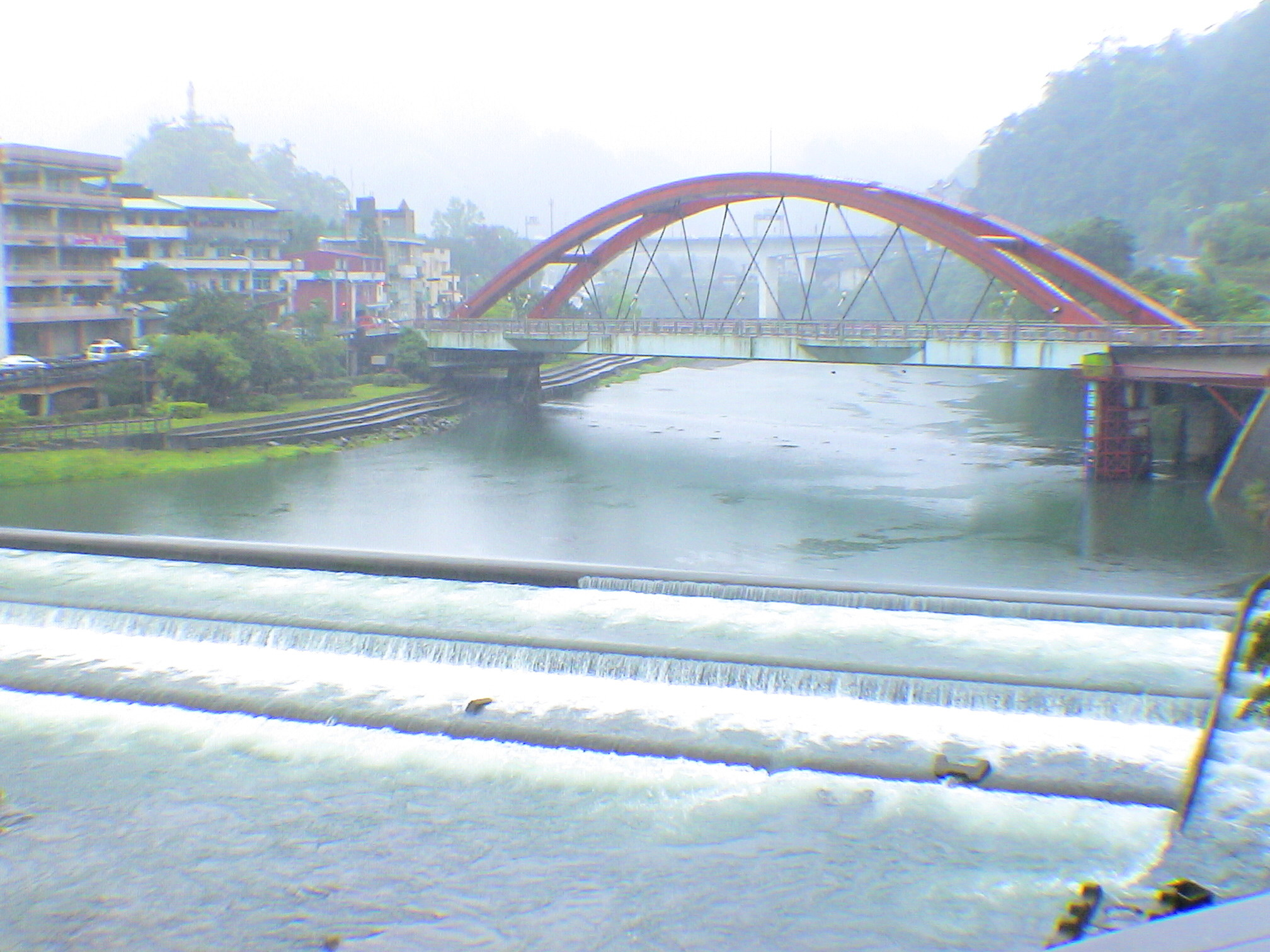
Bogenbrücke über den Fluss Beishi